# 寧 (姓)
寧および甯（ねい）は漢姓のひとつ。甯は『百家姓』の241番目。
2020年の中華人民共和国の統計では人数順の上位100姓に入っていない。台湾の2018年の統計では「甯」が253番目に多い姓で、983人がいる。一方、「寧」が368番目に多い姓で、351人がいる。異体字の「寗」が408番目に多い姓で、263人がいる。

## 文字
「寧」と「甯」は本来別字であるが、古くから通用して使われる。姓では「甯」が普通だが、満州族の寧古塔または寧佳に由来する姓は「寧」と書く。中国語では「寧」は Níng、「甯」は Nìng で、声調が異なる。
簡体字では「寧」と「甯」をまとめて「宁」に簡化したが、2013年の通用規範漢字表では姓氏・人名に限って「甯」が使えるとした。なお本来「宁」はチョと読む別字である。
「寗」は「甯」の異体字。
以下の表記では「寧」に統一する。

## 著名な人物
- 寧成 - 前漢中期の酷吏。
- 寧浩 - 映画監督。
- 寧静（中国語版） - 女優。

### 架空の人物
- 寧采臣 - 『聊斎志異』「聶小倩」の主人公。
- 寧中則 - 金庸の小説『笑傲江湖』の登場人物。